# کمل (آریزونا)
کمل (به انگلیسی: Camel) یک منطقهٔ مسکونی در ایالات متحده آمریکا است که در آریزونا واقع شده‌است. کمل ۱۶۸ متر بالاتر از سطح دریا واقع شده‌است.